# 梁嘉莹
梁嘉莹（2001年11月19日—），加拿大籍香港女藝人，2024年度香港小姐競選亞軍及「最上鏡小姐」得主。

## 簡歷

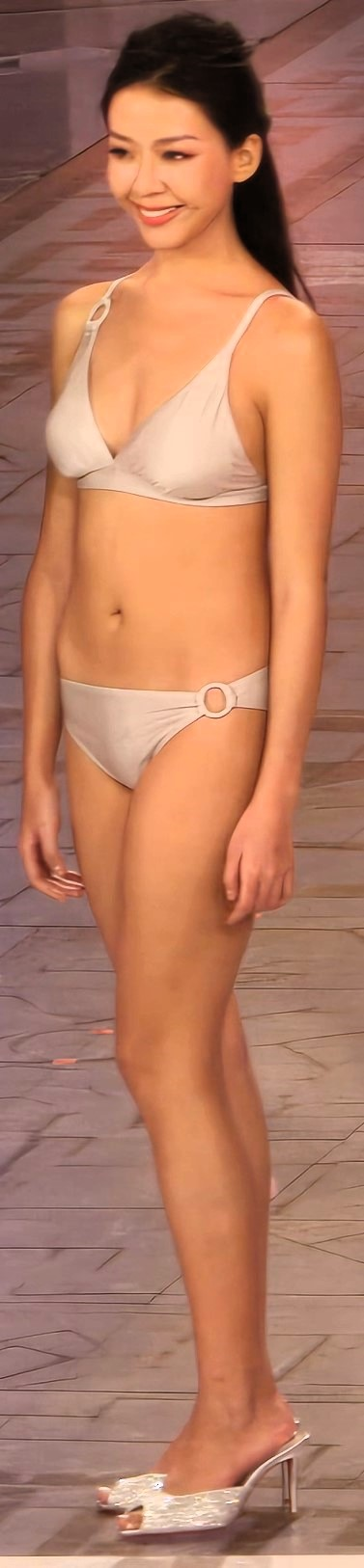
2024年9月15日，梁嘉莹參與2024香港小姐競選決賽泳裝問答環節

梁嘉莹於加拿大溫哥華出生，小時候曾於香港和廣州居住，其後又回到溫哥華。大學就讀於美國紐約帕森設計學院，曾赴美國及廣州等地為一些品牌任義務設計，畢業後到香港升讀香港大學市場學碩士。2024年，梁嘉莹參選2024年度香港小姐競選，並被歸入海外組佳麗。梁嘉莹因其樣貌及黝黑皮膚，曾被傳媒冠以「翻版鍾麗淇」稱號，也有指其樣貌與2010年度香港小姐競選參賽者彭慧中相似。同年8月29日，一眾候選佳麗出席化妝品牌Eleanor宣傳活動，梁嘉莹憑出色化妝技巧獲頒「Eleanor繆思女神獎」。9月15日，梁嘉莹在2024年度香港小姐競選決賽中獲得亞軍，並獲頒最上鏡小姐獎項，後加入無綫電視任女藝員。 比賽後，有網民指梁嘉莹的樣貌亦與1979年度香港小姐競選冠軍兼最上鏡小姐鄭文雅以及香港演員甄子丹妻子汪詩詩相似。

## 事件

### 被指控「買獎」及品格差劣
當選2024年度港姐亞軍後，梁嘉莹被指其言行舉止顯示她不服輸給冠軍倪樂琳，例如於廣州出席活動時滿臉怒色及以手肘撞開倪樂琳，兩人其後澄清事件純屬意外。 又有指梁嘉莹「買獎」兼品格差劣。此外，網上也流傳一張梁嘉莹與另一位應屆四強佳麗吳芷靖的微信對話紀錄截圖，內容顯示梁挖苦及譏諷吳不須為落選而氣餒，明年可再參選並「買個冠軍」。對諸此指控及傳聞，梁嘉莹在出席當選港姐後的領獎活動時一一否認。 其後，同屆競選另一位佳麗暨「友誼小姐」得主王汛文則撰寫長文替梁嘉莹澄清傳聞，反對外界指梁品格差劣的指控，並表示梁「是個簡簡單單的女生」。
2024年9月26日，吳芷靖出席慈善晚宴後接受傳媒訪問時，承認網上流出她與梁嘉莹之有關對話記錄截圖屬實，但不回應截圖如何流出，並表示二人已沒有聯絡。應屆十強佳麗鍾翠詩同時受訪，表示不清楚梁嘉莹為人。 9月27日，梁嘉莹出席慈善晚宴後接受傳媒訪問，避談截圖事件並稱要向前看，但也指以後會多加注意言行。 後於10月2日，二人一同出席由無綫電視安排的港姐慶功宴，並有於活動上合照。

## 家庭
梁嘉莹有一胞姊，於香港大學經管學院修讀工商管理學碩士課程。

## 曾獲獎項與提名
| 年份   | 頒獎單位             | 獎項              | 作品   | 結果 |
| ------ | -------------------- | ----------------- | ------ | ---- |
| 2024年 | 2024年度香港小姐競選 | 亞軍              | 不適用 | 獲獎 |
| 2024年 | 2024年度香港小姐競選 | 最上鏡小姐        | 不適用 | 獲獎 |
| 2024年 | 2024年度香港小姐競選 | Eleanor繆思女神獎 | 不適用 | 獲獎 |

## 外部連結
- 梁嘉莹的Instagram帳戶

| 前任： 王怡然 | 香港小姐競選亞軍 2024年 | 繼任： 現任 |

| 前任： 王怡然 | 香港小姐競選最上鏡小姐 2024年 | 繼任： 現任 |